# Potôčky
Potôčky, russinisch Потiчкы/Potitschky (ungarisch Érfalu – bis 1907 Potocska) ist eine Gemeinde im Nordosten der Slowakei mit 71 Einwohnern (Stand 31. Dezember 2024), die zum Okres Stropkov, einem Kreis des Prešovský kraj gehört.

## Geographie

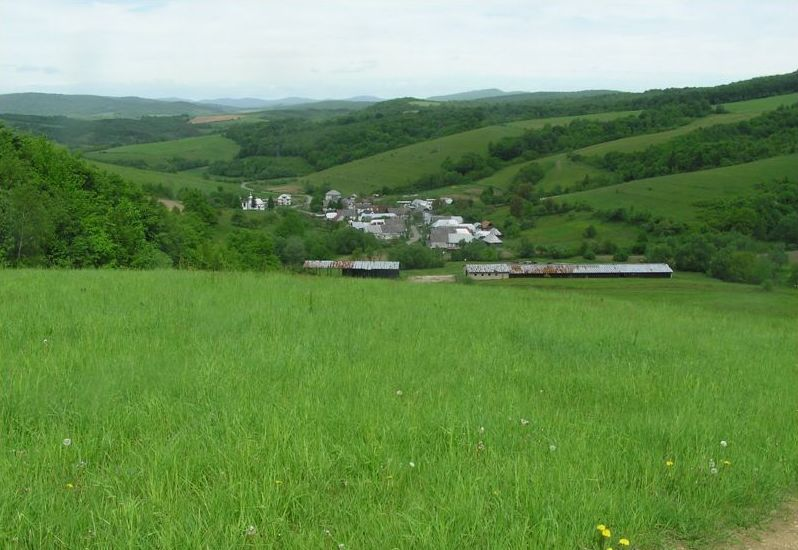
Potôčky

Die Gemeinde befindet sich in den Niederen Beskiden im Bergland Ondavská vrchovina, am Bach Potôčský potok, einem Zufluss von Vojtovec im Einzugsgebiet der Ondava. Das Ortszentrum liegt auf einer Höhe von 244 m n.m. und ist 10 Kilometer von Stropkov entfernt (Straßenentfernung).
Nachbargemeinden sind Breznička im Nordwesten und Norden, Soľník im Osten, Korunková im Südosten und Süden und Vojtovce im Westen.

## Geschichte
Potôčky wurde zum ersten Mal 1567 als Patachko schriftlich erwähnt. Das Dorf war Teil der Herrschaft von Stropkov, im 18. und 19. Jahrhundert Besitz der Familie Keglevich. 1715 gab es vier verlassene und acht bewohnte Haushalte. 1787 hatte die Ortschaft 15 Häuser und 160 Einwohner, 1828 zählte man 17 Häuser und 133 Einwohner, die als Hirten und Landwirte tätig waren. Während der Winterschlacht in den Karpaten im Frühjahr 1915 fanden beim Ort Gefechte zwischen österreichisch-ungarischen und russischen Truppen statt.
Bis 1918 gehörte der im Komitat Semplin liegende Ort zum Königreich Ungarn und kam danach zur Tschechoslowakei beziehungsweise heute Slowakei. Auch in der Zeit der ersten tschechoslowakischen Republik waren die Einwohner als Landwirte beschäftigt. Während des Zweiten Weltkriegs wurde der Ort wegen Partisanenunterstützung von NS-deutschen Truppen in Brand gesetzt. Nach dem Zweiten Weltkrieg pendelte ein Teil der Einwohner zur Arbeit nach Svidník, die Landwirte waren privat organisiert.

## Bevölkerung
| Jahr                | 1994 | 2004    | 2014  | 2024     |
| ------------------- | ---- | ------- | ----- | -------- |
| Anzahl der Personen | 74   | 70      | 63    | 71       |
| Unterschied         |      | −5,40 % | −10 % | +12,69 % |

| Jahr                | 2023 | 2024 |
| ------------------- | ---- | ---- |
| Anzahl der Personen | 71   | 71   |
| Unterschied         |      | +0 % |

Nach der Volkszählung 2011 wohnten in Potôčky 60 Einwohner, davon 32 Russinen und 27 Slowaken. Ein Einwohner machte keine Angabe zur Ethnie.
28 Einwohner bekannten sich zur griechisch-katholischen Kirche, 25 Einwohner zur orthodoxen Kirche und vier Einwohner zur römisch-katholischen Kirche. Zwei Einwohner waren konfessionslos und bei einem Einwohner wurde die Konfession nicht ermittelt.

## Bauwerke und Denkmäler
- griechisch-katholische Kapelle

## Verkehr
Nach Potôčky führt die Cesta III. triedy 3580 („Straße 3. Ordnung“) von Breznička heraus.